# Нотр-Дам-де-Граваншон
Нотр-Дам-де-Граваншо́н, Нотр-Дам-де-Ґраваншон (фр. Notre-Dame-de-Gravenchon) — колишній муніципалітет у Франції, у регіоні Нормандія, департамент Приморська Сена. Населення — 8105 осіб (2011).
Муніципалітет був розташований на відстані близько 150 км на північний захід від Парижа, 39 км на захід від Руана.

## Історія
До 2015 року муніципалітет перебував у складі регіону Верхня Нормандія. Від 1 січня 2016 року належав до нового об'єднаного регіону Нормандія.
1 січня 2016 року Нотр-Дам-де-Граваншон, Обервіль-ла-Кампань, Туффревіль-ла-Кабль i Трикервіль було об'єднано в новий муніципалітет Пор-Жером-сюр-Сен.

## Демографія
Динаміка населення (INSEE ):
Розподіл населення за віком та статтю (2006):
| Стать | Всього | До 15 років | 15-24 | 25-44 | 45-64 | 65-85 | Понад 85 |
| --- | ------ | ----------- | ----- | ----- | ----- | ----- | -------- |
| Чоловіки | 4134   | 865         | 538   | 1016  | 1145  | 546   | 24       |
| Жінки | 4177   | 704         | 505   | 982   | 1238  | 627   | 121      |
| \| Статево-вікова піраміда \| Статево-вікова піраміда \| Статево-вікова піраміда \| \| ----------------------- \| ----------------------- \| ----------------------- \| \| Чоловіки \| Вік \| Жінки \| \| 24 \| 85 + \| 121 \| \| 77 \| 80-84 \| 129 \| \| 121 \| 75-79 \| 162 \| \| 158 \| 70-74 \| 170 \| \| 190 \| 65-69 \| 166 \| \| 235 \| 60-64 \| 230 \| \| 312 \| 55-59 \| 332 \| \| 315 \| 50-54 \| 336 \| \| 283 \| 45-49 \| 340 \| \| 287 \| 40-44 \| 323 \| \| 235 \| 35-39 \| 226 \| \| 267 \| 30-34 \| 235 \| \| 227 \| 25-29 \| 198 \| \| 255 \| 20-24 \| 210 \| \| 283 \| 15-20 \| 295 \| \| 319 \| 10-14 \| 214 \| \| 307 \| 5-9 \| 235 \| \| 239 \| 0-4 \| 255 \| |        |             |       |       |       |       |          |
| Статево-вікова піраміда |        |             |       |       |       |       |          |
| Чоловіки | Вік    | Жінки       |       |       |       |       |          |
| 24 | 85 +   | 121         |       |       |       |       |          |
| 77 | 80-84  | 129         |       |       |       |       |          |
| 121 | 75-79  | 162         |       |       |       |       |          |
| 158 | 70-74  | 170         |       |       |       |       |          |
| 190 | 65-69  | 166         |       |       |       |       |          |
| 235 | 60-64  | 230         |       |       |       |       |          |
| 312 | 55-59  | 332         |       |       |       |       |          |
| 315 | 50-54  | 336         |       |       |       |       |          |
| 283 | 45-49  | 340         |       |       |       |       |          |
| 287 | 40-44  | 323         |       |       |       |       |          |
| 235 | 35-39  | 226         |       |       |       |       |          |
| 267 | 30-34  | 235         |       |       |       |       |          |
| 227 | 25-29  | 198         |       |       |       |       |          |
| 255 | 20-24  | 210         |       |       |       |       |          |
| 283 | 15-20  | 295         |       |       |       |       |          |
| 319 | 10-14  | 214         |       |       |       |       |          |
| 307 | 5-9    | 235         |       |       |       |       |          |
| 239 | 0-4    | 255         |       |       |       |       |          |

## Економіка
2010 року серед 5223 осіб працездатного віку (15—64 років) 3580 були активними, 1643 — неактивними (показник активності 68,5%, у 1999 році було 64,8%). З 3580 активних мешканців працювало 3238 осіб (1811 чоловіків та 1427 жінок), безробітними було 342 (157 чоловіків та 185 жінок). Серед 1643 неактивних 485 осіб було учнями чи студентами, 545 — пенсіонерами, 613 були неактивними з інших причин.

У 2010 році в муніципалітеті числилось 3341 оподатковане домогосподарство, у яких проживали 8147,5 особи, медіана доходів виносила 18 959 євро на одного особоспоживача